# 香港九龍東皇冠假日酒店

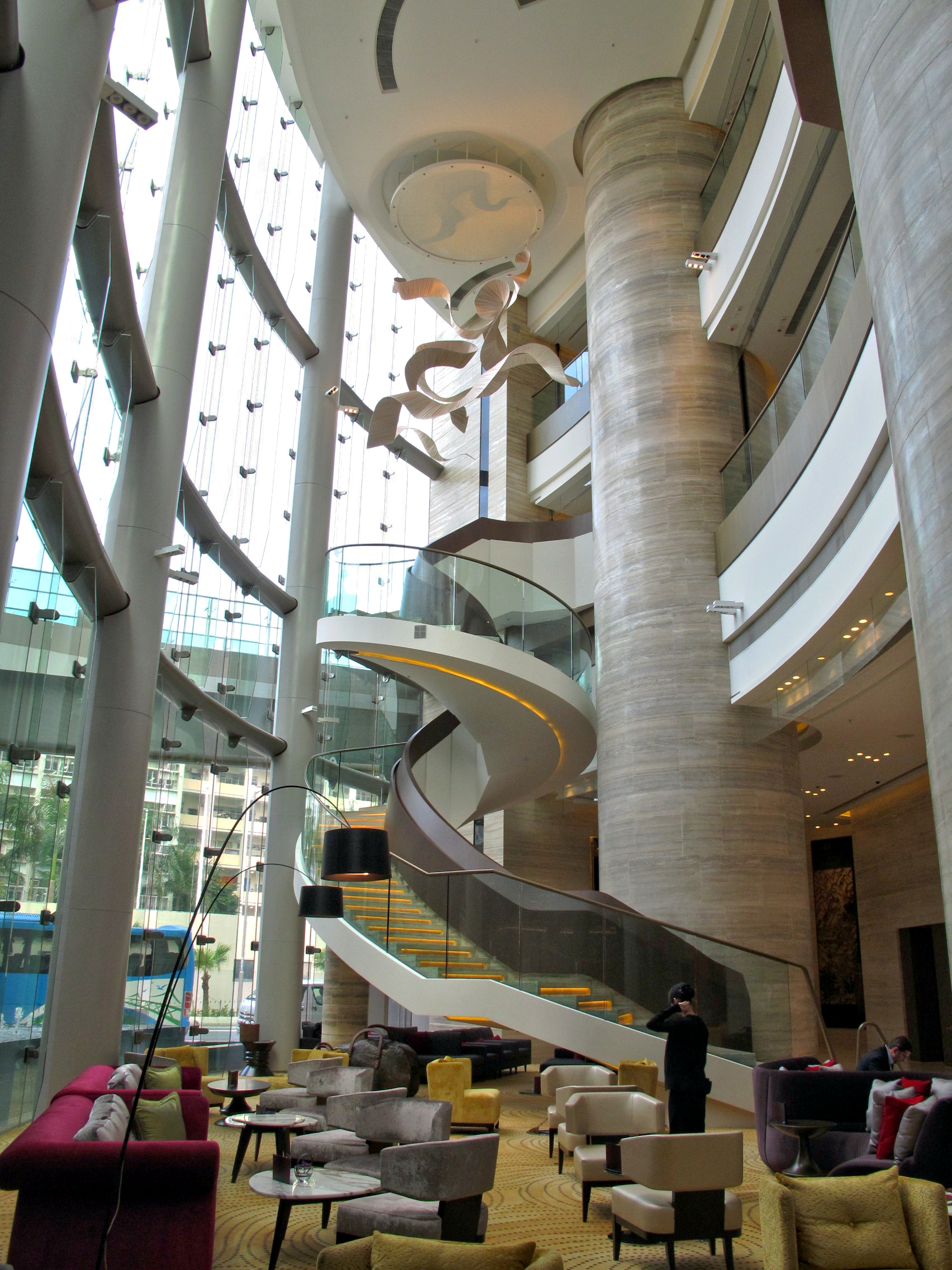
酒店大堂

香港九龍東皇冠假日酒店（英語：Crowne Plaza Hong Kong Kowloon East），位於香港新界西貢區將軍澳唐德街3號，與香港九龍東智選假日酒店相鄰，其後該酒店併入本酒店，現由新鴻基地產委託洲際酒店集團管理，於2012年9月28日開幕。香港九龍東皇冠假日酒店為將軍澳首間甲級高價酒店。電視廣播有限公司不少電視劇都在此取景及舉辦活動。

## 設施
香港九龍東皇冠假日酒店設有全香港最大的宴會廳之一，可以容納72席酒席及1,500名賓客。其餘設施包括11間會議室、健身室及位於31樓住客專用的空中花園。戶外設施包括25米長室外游泳池、證婚花園—─姻園，及由7間私人花園小平房所組成的水療中心。酒店內部由世界級室內設計師Richard Basmajian設計。

### 「姻園」
姻園為一座露天證婚花園，建有獨立通道及從會議室直達的升降機，四周栽種了各式各樣的植物。

### 食肆
香港九龍東皇冠假日酒店提供四間各具特色的餐廳及酒吧供應國際佳餚及地道美食。
- 地下大堂──大堂酒廊，提供下午茶、雞尾酒以及香檳。
- 1樓自助餐廳──尚廚，提供世界各地不同美食、創新主題美食和甜品。
- 2樓中菜館──紫粵軒，提供即叫即蒸點心及地道中式佳餚，牛大人台灣火鍋吃到飽，安平燒肉
- 1樓──大型宴會廳，香港其中一座無柱式宴會廳，會議場地總面積達2,400平方米，樓底高達6.75米，包括11間會議室，可以舉辦容納1,000人的晚宴或者婚宴、多達800人的宴會及1,500位賓客的酒會。大型宴會廳設有液晶顯示器投影機，配備多重下拉式大屏幕、衣帽間及3間貴賓套房。大型宴會廳通常用作婚禮、學校畢業晚會、公司晚會、電視台活動、商品展覽。
- 2樓小型會議廳──寶鑽廳，包括8間會議室屬於落地玻璃幕牆設計，另外3間會議室連接至室外庭院。
- 47樓頂層──星幕，露天餐廳及酒吧。室內可遠望將軍澳一帶山丘和城市景，而露天雅座則望將軍澳南一帶城市景和將軍澳跨灣連接路、日出康城、將軍澳海濱公園、電視廣播城、鯉魚門海峽至港島柴灣一帶。

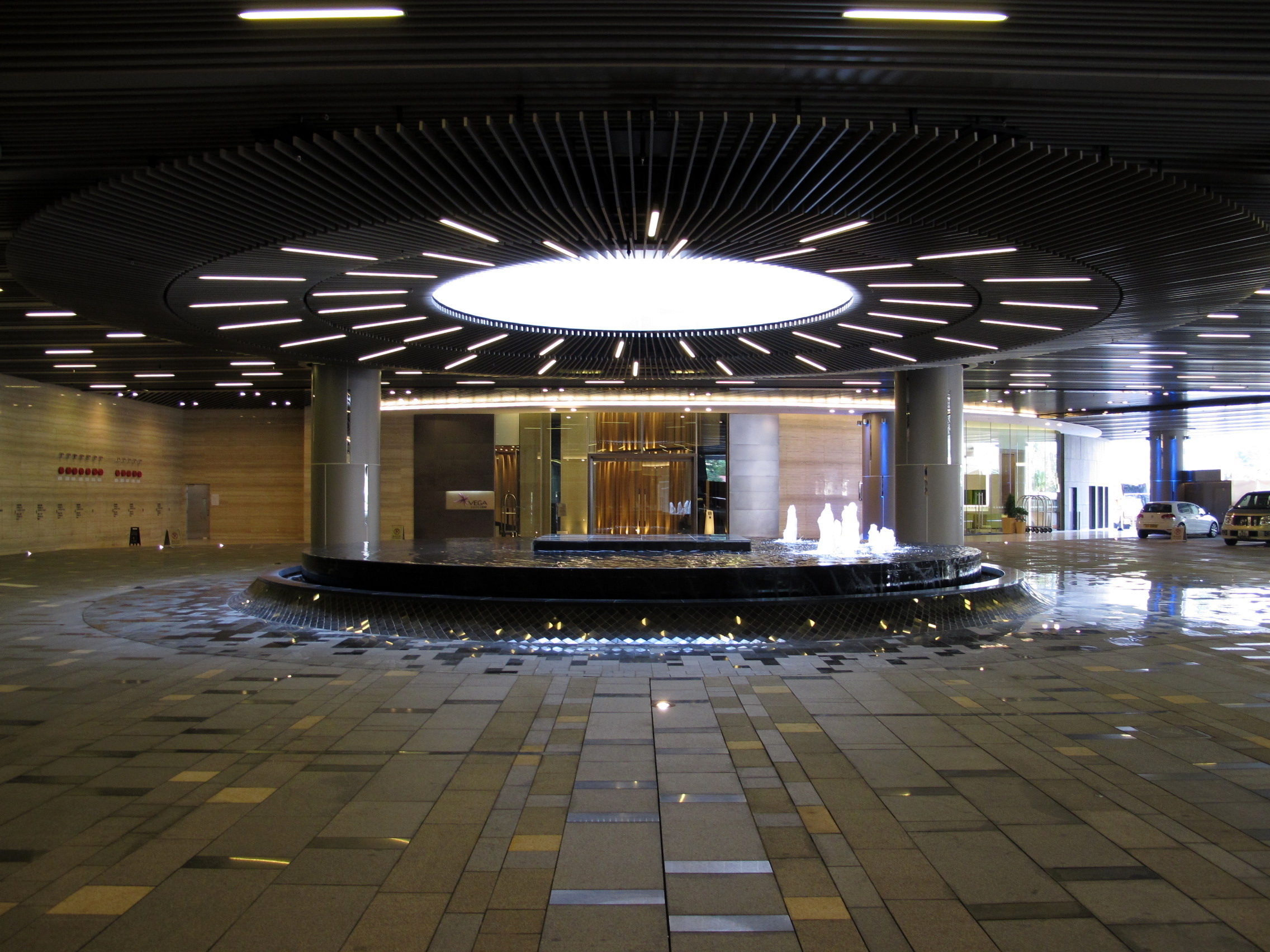
酒店泊車處
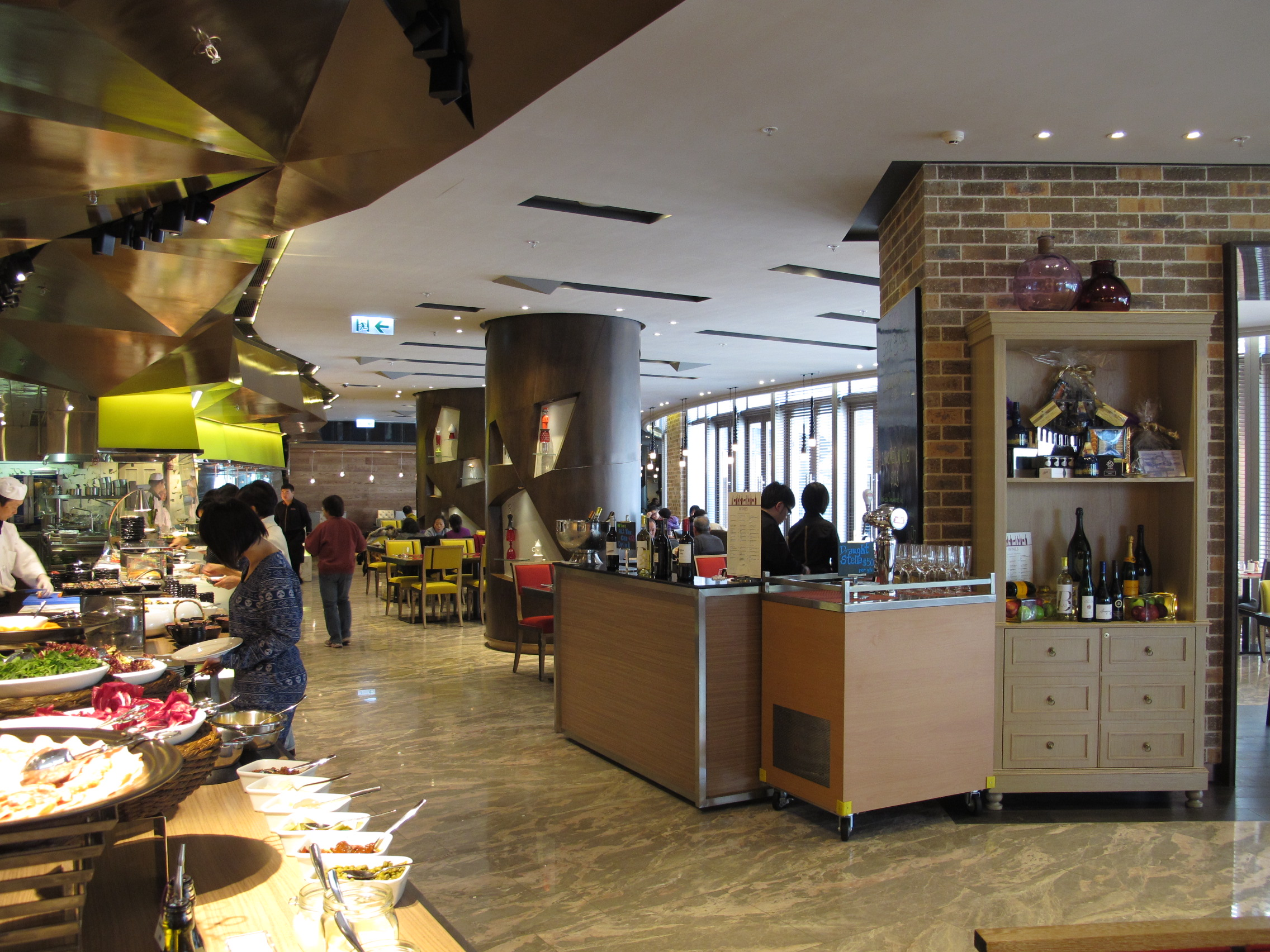
1樓自助餐廳──尚廚
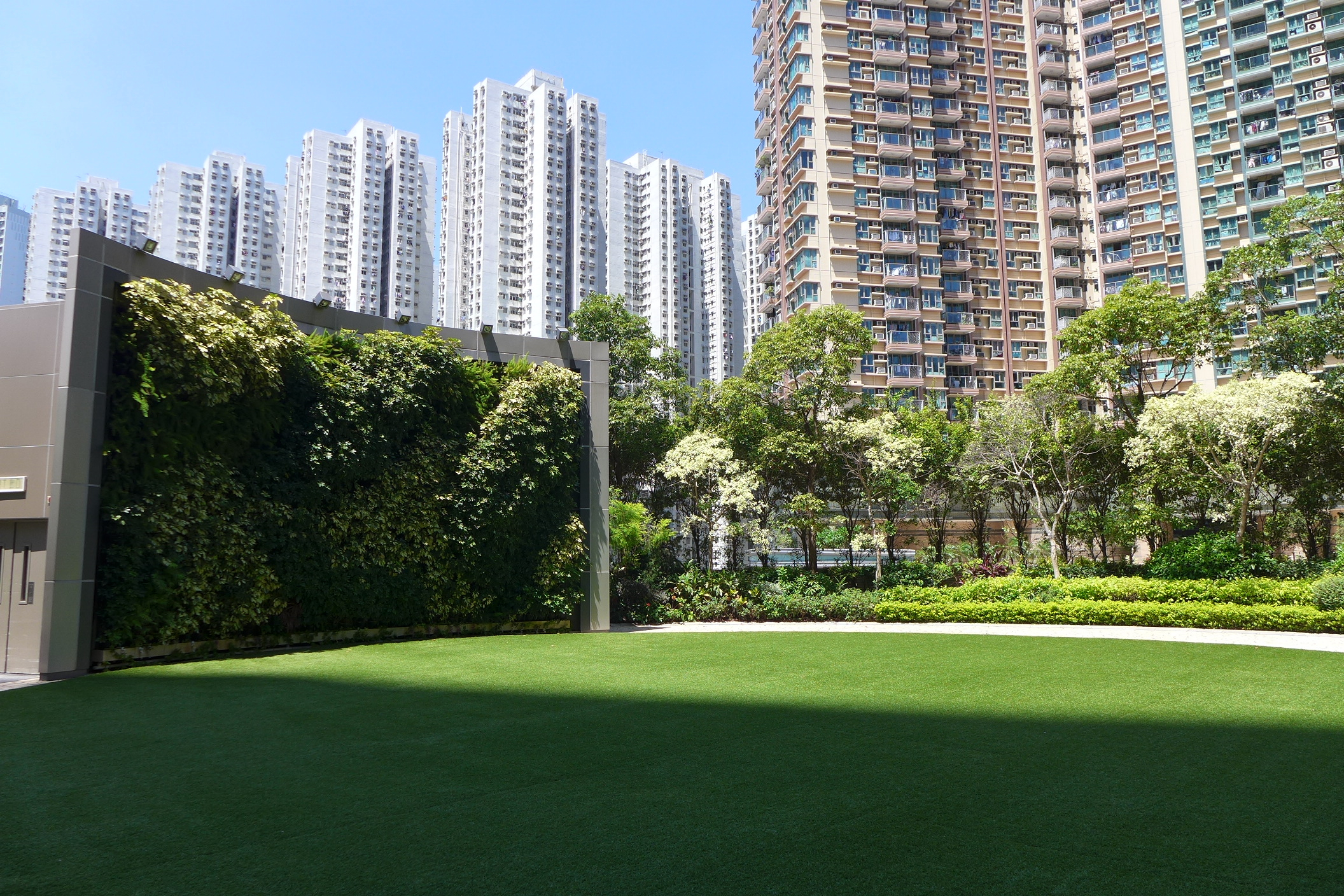
3樓「姻園」
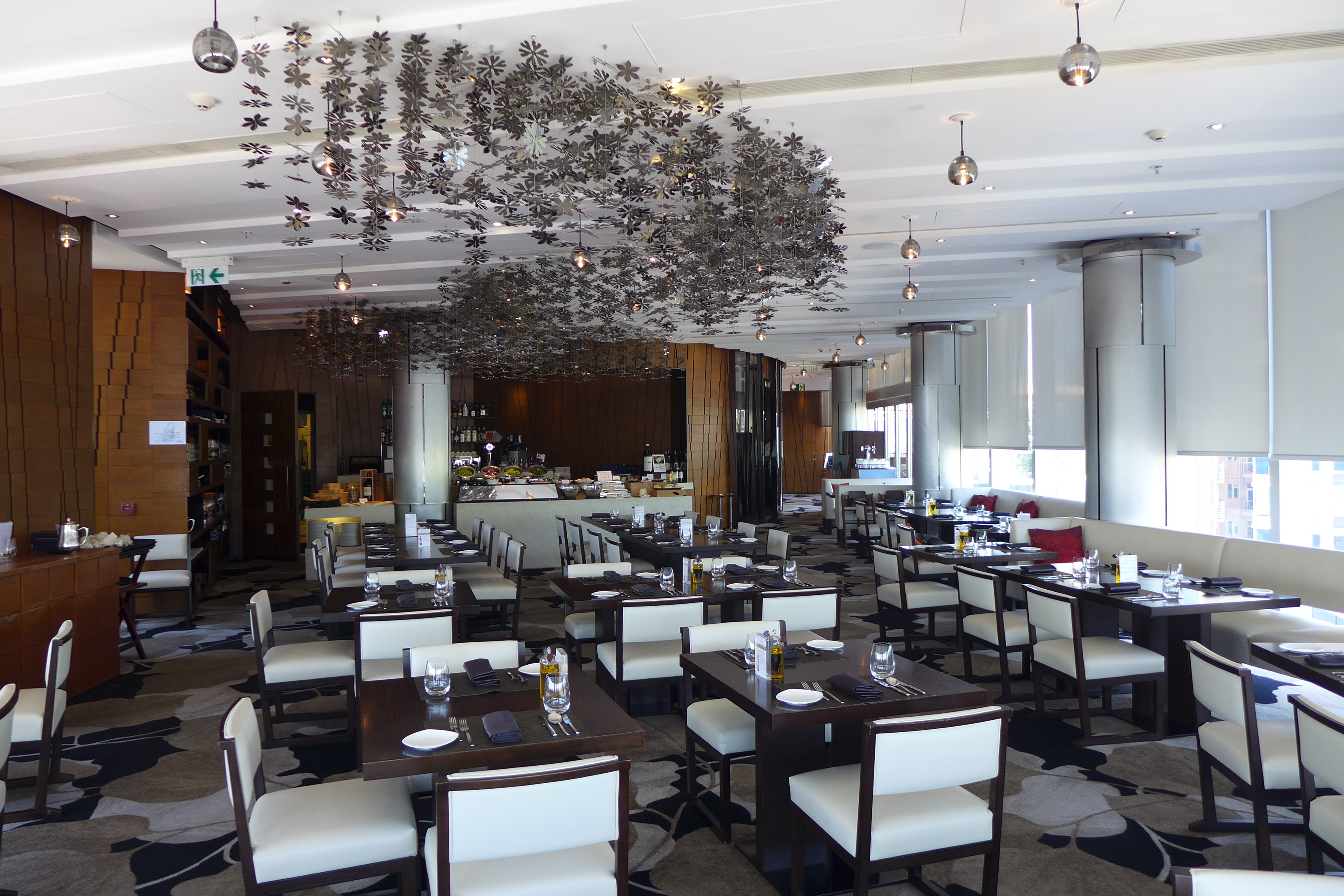
47樓星幕 Cielo

## 外部連結
- 香港九龍東皇冠假日酒店 （页面存档备份，存于）